# سن استیون (کارولینای جنوبی)
سن استیون(به انگلیسی: St. Stephen) شهری در ایالت کارولینای جنوبی کشور ایالات متحده آمریکا است که جمعیت آن در سرشماری سال ۲۰۱۰ میلادی، ۱٬۶۹۷ نفر بوده‌است.